# Пименов, Ефим Григорьевич
Ефи́м Григо́рьевич Пи́менов (1827—1873) — российский общественный деятель, градоначальник Петрозаводска, купец 1-й гильдии, меценат.

## Биография
Родился в семье крестьянина-вепса. Осиротел, был усыновлён родным дядей — купцом 1-й гильдии М. П. Пименовым. Унаследовал основную часть капитала дяди.
Вёл хлебную торговлю, владел озёрными судами, выполнял строительные подряды.
В 1851 году избран попечительским старостой Петрозаводского Николаевского детского приюта. С 1854 года — один из директоров Олонецкого губернского тюремного комитета. В 1865 году утверждён почётным членом Олонецкого губернского комитета детских приютов, избран членом попечительского совета Мариинской женской гимназии.
В 1867 году избран председателем Олонецкой губернской земской управы. Сопровождал великого князя Александра Александровича в его поездке на водопад Кивач.
В 1871—1873 годах — городской голова Петрозаводска.
Являлся главным подрядчиком строительства в 1869—1872 годах здания Олонецкой духовной семинарии.
Неоднократно вносил значительные пожертвования на строительство и обустройство Крестовоздвиженского и Воскресенского соборов Петрозаводска.
Скончался скоропостижно в Рыбинске, куда выехал для решения вопроса пополнения земских запасов хлеба. Похоронен на Зарецком кладбище Петрозаводска.

## Награды
Был награждён Орденом Святого Станислава 3-й степени (1869), Орденом Святого Станислава 2-й степени (1872), тремя золотыми медалями «За усердие» (1853, 1862, 1865). В феврале 1856 года был возведен в почетное гражданство.

## Семья
Жена — Анна Николаевна (1834—1899), за попечительские заслуги по Николаевскому детскому приюту была награждена в 1897 году серебряной медалью «За усердие».
Семья Пименовых была многодетной: сыновья — Марк (1853—1897), Михаил (1857—1909), Сергей (1861—1881), Александр (род. 1862), Ефим (род. 1864), Иван (род. 1865), Даниил (род. 1866), Георгий (1871—1919), дочери — Мария (1855—1900), Анна (род. 1869), Ольга (род. 1873).